# Walenty (słownik)
Walenty – powstały w 2012 roku słownik walencyjny predykatów języka polskiego, stworzony w Instytucie Podstaw Informatyki Polskiej Akademii Nauk, w ramach konsorcjum CLARIN-PL. Słownik zawiera zależności walencyjne predykatów, przede wszystkim czasowników, występujących w języku polskim, czyli ograniczeń sposobu, w jaki poszczególne wyrazy wiążą się z wyrazami podrzędnymi.
Walenty zawiera ok. 18 tys. haseł, w tym ok. 13 tys. czasowników, 4 tys. rzeczowników oraz 1 tys. przymiotników i przysłówków. Hasła połączone są z odpowiednimi znaczeniami w rozwijanej na Politechnice Wrocławskiej Słowosieci. Cała treść słownika udostępniona jest na wolnej licencji CC BY-SA.